# J. W. Spear & Söhne

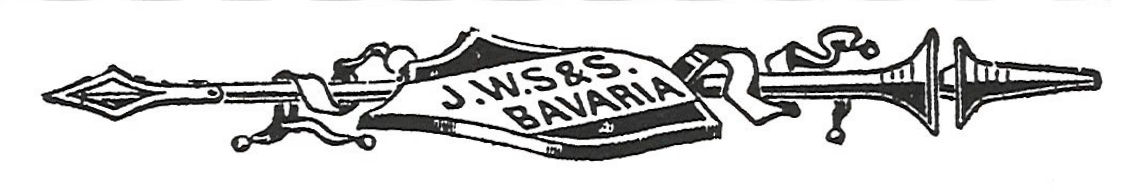
Ehemaliges Warenzeichen von J. W. Spear & Söhne, verwendet von 1899 bis in die 1930er Jahre

J. W. Spear & Söhne war ein Spielehersteller, der nach Anfängen in Fürth im Jahre 1879 von 1899 bis 1984 Produktionsstandorte in Nürnberg und von 1930 bis 1997 unter dem Namen „J. W. Spear & Sons“ in Enfield (Großbritannien) unterhielt. Sein Markenzeichen war zunächst eine liegende Lanze mit den Initialen J.W.S & S, später Spear-Spiel oder Spear-Spiele und SPEAR'S GAMES, wobei der Markenbestandteil „Spiele“ in verschiedenen Sprachen verwendet wurde.

## Unternehmensgeschichte

### Gründungszeit
Jacob Wolf Spear (1832–1893), geboren als Jacob Wolf Spier, der bei seiner vorübergehenden Auswanderung nach Amerika seinen Namen anglisierte, gründete 1879 in Fürth ein Import- und Exportgeschäft mit Kurzwaren, das als Ausgangspunkt der Spielefabrikation betrachtet werden kann. Nachdem J. W. Spears Söhne Raphael und Joseph 1884 und 1885 in das Unternehmen eingetreten waren, firmierte es unter dem Namen J. W. Spear & Söhne und erlangte so Weltgeltung. Zwar verließen die ältesten Söhne das Unternehmen wieder, dafür traten jedoch die jüngeren Söhne, Karl und Wilhelm, als Teilhaber in die Firma ein. Sie führten auch nach dem Freitod des Firmengründers am 3. September 1893 in seiner Fabrik aufgrund von zwei folgenschweren Fabrikbränden und teilweise antisemitisch begründeten Anfeindungen zusammen mit seiner Witwe Sophie geb. Rindskopf das Unternehmen fort.

### Aufbau des Nürnberger Standorts und Errichtung einer Niederlassung in England

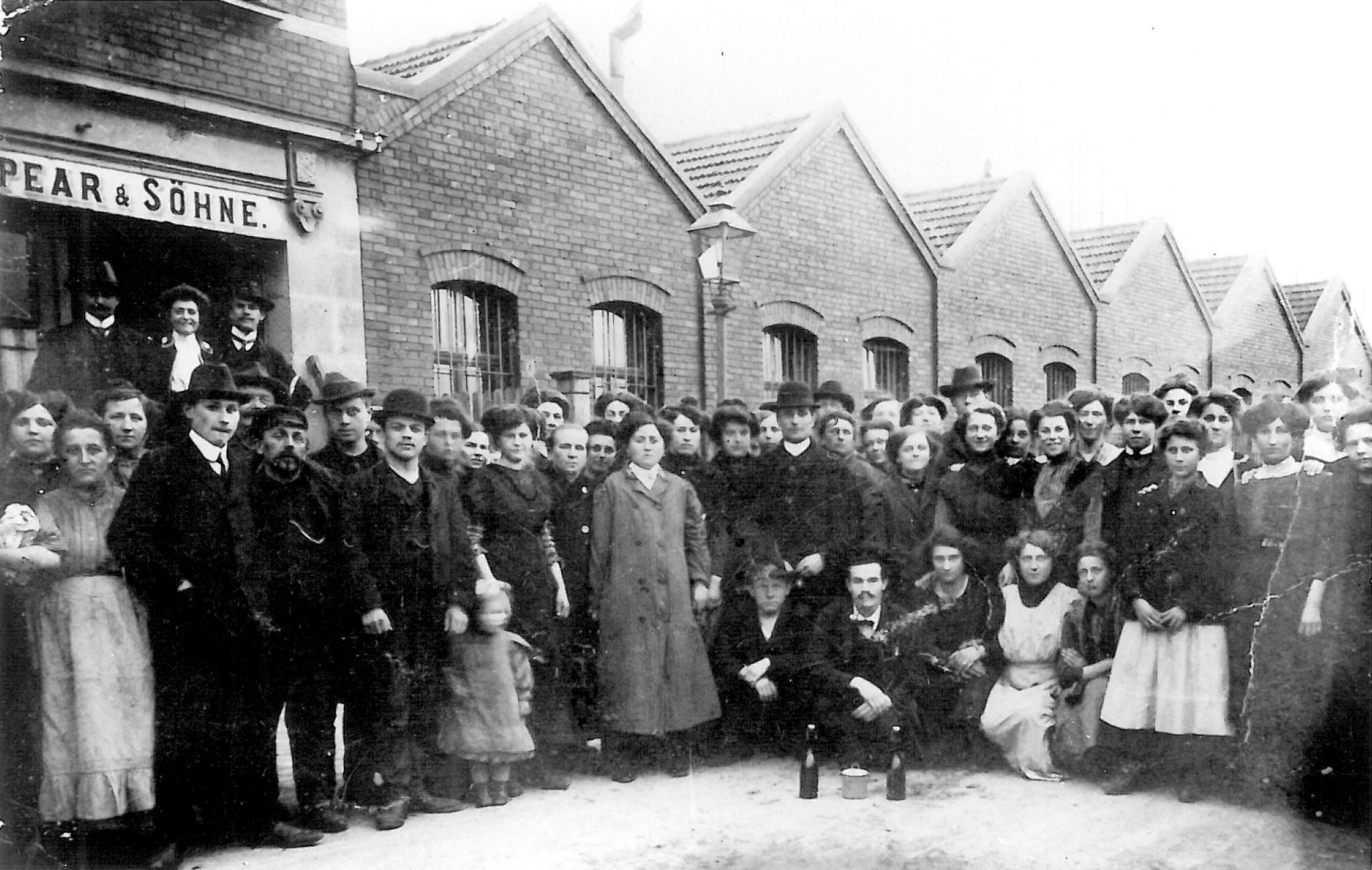
Belegschaft vor dem Fabriktor in der Höfener Straße um 1905

1898 verlegten die Inhaber den Sitz nach Nürnberg, wo im Mai 1899 in einem Fabrikneubau (Höfener Straße 91) die Produktion aufgenommen wurde und von wo aus die einfallsreich gestalteten und in hoher Qualität verarbeiteten Spiele ihren Siegeszug auf dem deutschen und internationalen Markt antraten. Nachdem bereits Ende des 19. Jahrhunderts eine später wieder geschlossene Unternehmensniederlassung in London bestanden hatte, wurde 1930 erneut eine Tochtergesellschaft in Großbritannien, in Enfield, gegründet und nach seiner Emigration aus Deutschland vom Enkel des Gründers, Richard Spear (1897–1983), geführt. Dieser Schritt sicherte nach 1933 vielen Familienmitgliedern das persönliche Überleben und letztlich auch die unternehmerische Kontinuität des in den 1920er Jahren zum größten deutschen Spieleherstellers aufgestiegenen Unternehmens.

### Messeteilnahme
Das Unternehmen präsentierte seine Produkte auch regelmäßig auf einschlägigen Messen. In den Firmenkatalogen ist als ständiger Ausstellungs-Standort auf der damals bedeutendsten deutschen Mustermesse, der Leipziger Messe, der im Zweiten Weltkrieg zerstörte und nach 1945 wieder aufgebaute Zentralmessepalast angegeben. Aufgrund der Deutschen Teilung etablierte die in Nürnberg stark vertretene Spielwarenindustrie ab 1950 die Nürnberger Spielwarenmesse, an der sich auch die Firma J. W. Spear regelmäßig beteiligte. Die Leipziger Messe verlor dadurch an Bedeutung für das Unternehmen.

### Zwangsverkauf des Unternehmens 1938 an Hanns Porst

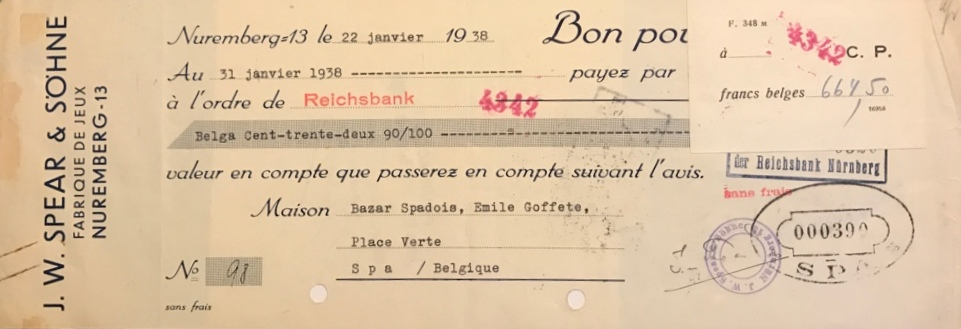
Gezogener Wechsel über 132,90 Belga aus dem gut laufenden Exportgeschäft vom 22. Januar 1938

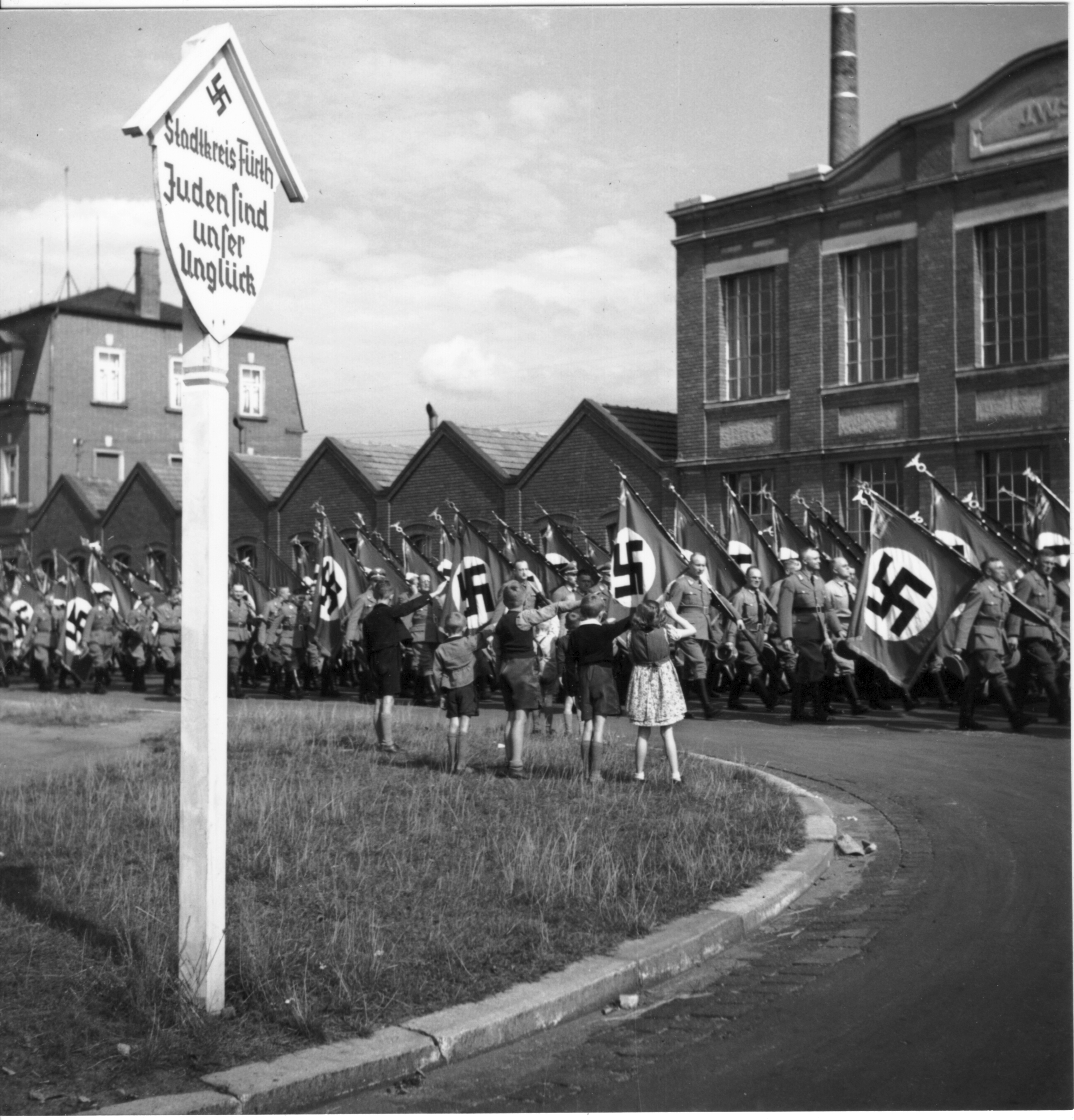
NS-Marschkolonne mit Hakenkreuzfahnen vor dem Spear-Fabrikgebäude (ca. September 1938)

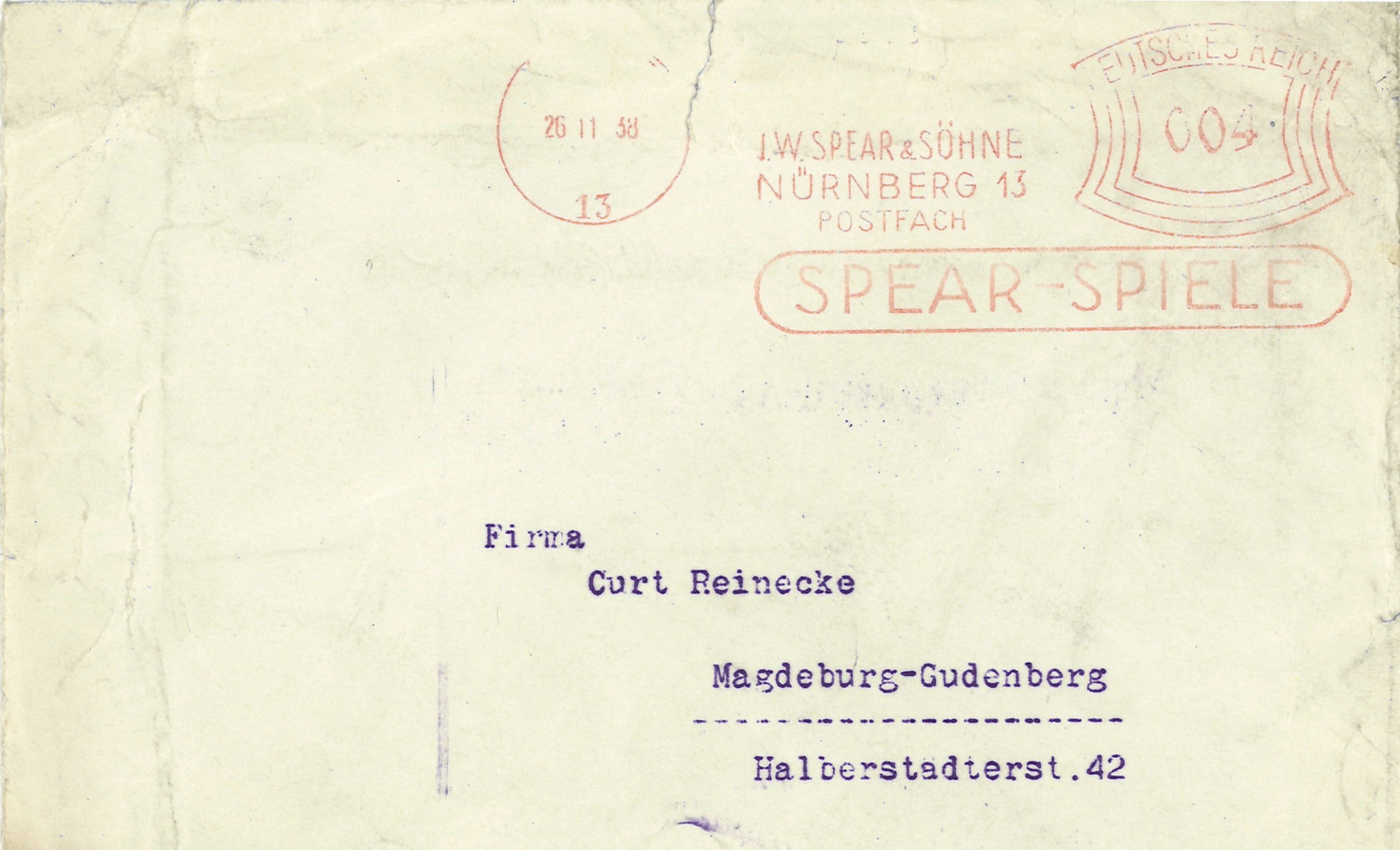
Firmenfreistempel vom 26. November 1938 (aus dem Enteignungszeitraum)

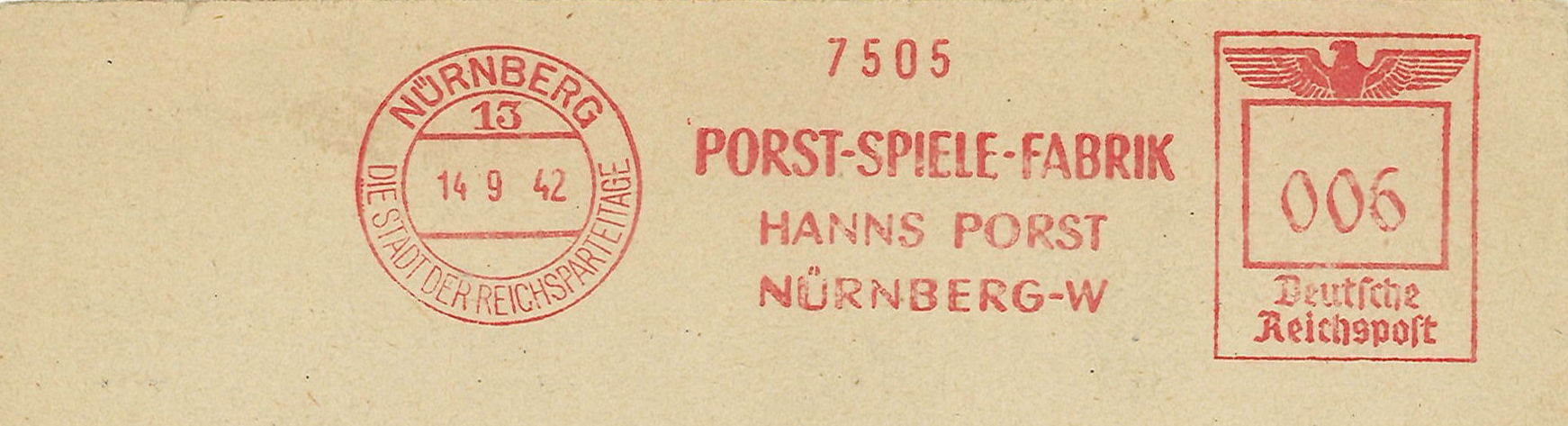
Geschäftskarte mit Firmenfreistempel vom 14. September 1942 (die vollzogene Enteignung ist an der Firma ablesbar)

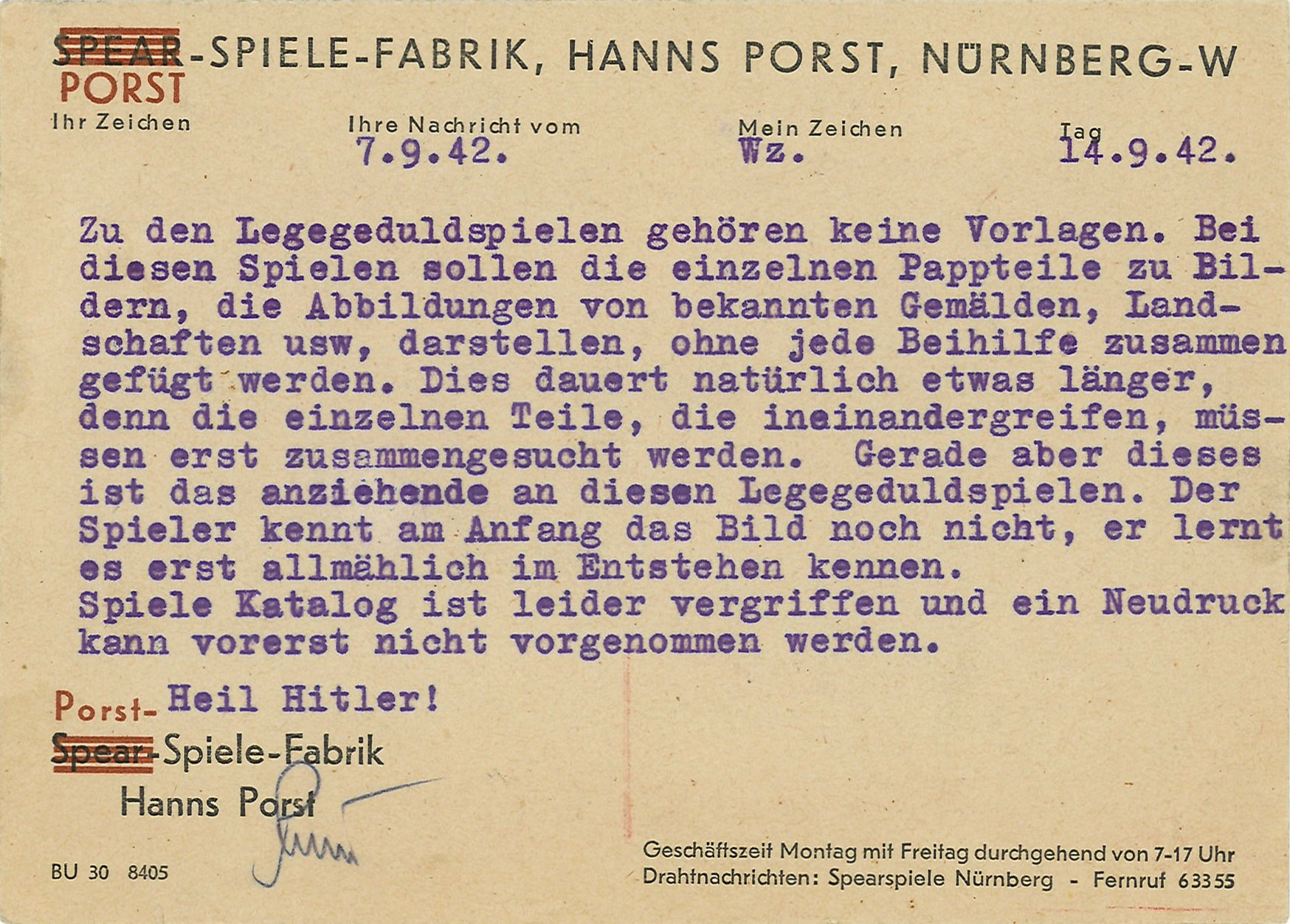
Textseite der Karte: Aufgrund der kriegsbedingten Papiersparmaßnahmen mussten die Schreibmaterialien aus der Übergangszeit, in der Porst den eingeführten Firmennamen „Spear“ noch nutzte, überdruckt weiter verwendet werden und belegten so weiterhin augenfällig die erfolgte Arisierung.

Noch Anfang 1938 war J. W. Spear & Söhne mit seinen Spielen im Exportgeschäft tätig, wie ein Wechsel für eine Lieferung an einen Händler in Spa (Belgien) belegt. Nach der Reichspogromnacht vom 9. auf den 10. November 1938 wurde der in diesem Zusammenhang ins Konzentrationslager Dachau verbrachte jüdische Eigentümer des deutschen Unternehmenszweigs, Hermann Spear (Bruder Richard Spears), auf der Grundlage der Verordnung zur Ausschaltung der Juden aus dem deutschen Wirtschaftsleben gezwungen, sein Unternehmen zu einem Bruchteil seines Marktwertes zu verkaufen („Arisierung“). Beteiligt an diesem Raubzug waren die Deutsche Arbeitsfront (DAF), Kreisverwaltung Nürnberg-Stadt, und als genehmigende Behörde die Regierung von Ober- und Mittelfranken.
Der diese Situation ausnutzende Käufer war Hanns Porst, der seit 1919 in Nürnberg erfolgreich im Fotogeschäft (Photo Porst) tätig war. Er übernahm das Unternehmen mit Wirkung vom 13. Dezember 1938 zunächst nur provisorisch. Dies belegt der für den Spielzeughandel bestimmte Unternehmenskatalog 1939 (siehe Abb.), in dem er noch als „kommissarischer Leiter“ ausgewiesen ist. Im Klappentext dieses Katalogs stilisierte sich Porst dabei als tatkräftiger und redlicher Unternehmer, der schon sein Fotogeschäft allein durch seine eigene Arbeit vorangebracht hat. Skrupel, das Spearsche Unternehmen mit einem hervorragenden Ruf im In- und Ausland, das von der Eigentümerfamilie mit über Jahrzehnte reichendem unternehmerischen Engagement aufgebaut worden war, unter Ausnutzung der nationalsozialistischen Politik der Einschüchterung und des politischen Drucks auf jüdische Geschäftsleute zu übernehmen, hatte er keine.

Bei diesem Verkauf erhielt die Familie Spear nicht einmal den vom „Arisierungs“-Gutachter festgesetzten minimalen Kaufpreis. Der noch zusammen mit seiner christlichen Ehefrau Else und ihren gebrechlichen Eltern in Nürnberg lebende Firmeninhaber wurde trotz seines 1942 erklärten Übertritts zum Christentum 1943 nach Auschwitz deportiert, wo er am 10. Juli 1943 ermordet wurde. Auch elf weitere Familienmitglieder wurden vom nationalsozialistischen Staat ermordet.

Im „arisierten“ Unternehmen wurden – wie in vielen anderen deutschen Spieleverlagen in jener Zeit auch – kriegshetzerische Spiele, wie „Kurs Ost-Nordost“ (1939, Porst-Spiel 20651) sowie „U-Boote fahren gegen England“ (1940) und „Bomben auf England!“ (1940, Spear-Spiel 26681) entwickelt. Wohl 1939 wurde auch das Spiel „Kennst Du Nürnberg, die Stadt der Reichsparteitage“ (Spear-Spiel 20511) auf den Markt gebracht. Auf dessen Spielplan sind auch die neuen Bauten des Reichsparteitagsgeländes eingezeichnet. Bis auf die im Planzustand abgebildete, aber nie fertiggestellte Kongresshalle wurden die Bauten in der Spielanleitung jedoch nicht genannt.
 Porst versuchte, ab Mai 1940 den mit dem jüdischen Firmengründer verbundenen Markennamen „Spear“, den er wegen seiner Bekanntheit zunächst weiter benutzte, in einen Werbespruch umzuwandeln: „Spiele, aber richtig!“, um die Herkunft des Unternehmens zu verschleiern. Die Spielanleitungen wurden nun sehr oft mit dem Schriftzug „Euer Onkel Hanns“ gezeichnet, um den spielenden Kindern den neuen Firmeninhaber als väterlichen Freund zu präsentieren. Später streifte er den traditionsreichen, aber jüdischen, Namen jedoch ab, nachdem er seine Schuldigkeit bei der Einführung des neuen Eigentümers im Geschäftsleben getan hatte, und firmierte nun als „Porst–Spiele–Fabrik“.

### Rückgabe des Unternehmens nach dem Zweiten Weltkrieg und Börsengang
Nach dem Zweiten Weltkrieg dauerte es bis Mitte der 1950er Jahre, bis Porst das teilweise kriegszerstörte Unternehmen an die Witwe Hermann Spears und die Familie Spear zurückgab. Der Nürnberger Spielehersteller, der nun als Tochtergesellschaft des englischen Haupthauses fungierte, produzierte dann wieder auf beachtlichem Niveau, konnte jedoch die Marktbedeutung aus der Zeit vor 1933 nicht wieder erreichen. 1978 wurde die Firma in Spear-Spiele GmbH umgewandelt und schloss sich aufgrund wirtschaftlichen Drucks mit dem Spielehersteller L. Kleefeld & Co. zusammen. Die Produktion wurde am 31. Dezember 1984 am Nürnberger Standort eingestellt.
Das englische Unternehmen, das in eine Aktiengesellschaft umgewandelt worden war, ging 1966 an die Börse, um das notwendige Kapital für die Erweiterung und Verbesserung der Produktions- und Absatzkapazitäten beschaffen zu können. 1970 erwarb Spear’s das englische Unternehmen G. J. Hayter & Co. aus Bournemouth, das die auf dem englischen Markt begehrten Laubsäge-Puzzles (Victory Jigsaw Puzzles) herstellte, und produzierte die aus Sperrholz mit der Hand gesägten Puzzles bis 1988.
1989 übernahm Spear den französischen Spieleverlag Habourdin.

### Übernahme durch Mattel
Schließlich wurde das Unternehmen selbst 1994 vom amerikanischen Unternehmen Mattel, dem weltgrößten Unternehmen der Spielwarenbranche, erworben, das den Mitbewerber Hasbro überboten hatte. Die Produktionsstätten in Enfield wurden geschlossen, das Warenzeichen SPEAR'S-GAMES wurde jedoch fortgeführt.

## Allgemeine Unterhaltungsspiele, Bastelspiele und Quartette
Die meisten Spiele wurden in unterschiedlichen Ausstattungsvarianten zu verschiedenen Preisen angeboten, so dass sie für breiteste Käuferschichten attraktiv und erschwinglich waren. Insbesondere durch die von den beiden Weltkriege gesetzten Zäsuren, kam es bei vielen Spielen zu überarbeiteten Gestaltungen der Spielpläne und der Deckelillustrationen, um dem geänderten Publikumsgeschmack Rechnung zu tragen.
Für das Exportgeschäft wurden auch fremdsprachige Varianten der beliebtesten Spiele produziert. Bei den Brettspielen mit deutschsprachiger Beschriftung zu einzelnen Spielfeldern (Ereignisfelder) wurde diese zumeist weggelassen. Die entsprechende Erläuterung wurde dann nur bei der zumeist in den Deckel des Kastens eingeklebten Spielanleitung gegeben.

### Allgemeine Unterhaltungsspiele
Besonders gefragte Spiele waren z. B. das 1920 erschienene Leiterspiel Auf und Ab! Lustiges Leiterspiel, das eine Adaption des Spiels Snakes and Ladders des englischen Spielzeugherstellers Frederick Henry Ayres von 1892 war und anstelle von Schlangen und Leitern Zirkusszenen zeigte, das in mehreren Sprachen ab 1929 hergestellte Denk Fix! (später bei Jumbo und Mattel), das Magnetische Angelspiel und die Fliegenden Hüte. Ähnlich wie das Angelspiel funktionierte die etwa um 1900 hergestellte Schmetterlingsjagd mit magnetischen Insektenfangnetzen.

### Bastelspiele
Zum Basteln wurden vielfältige Spiele, wie Webstuhl, Nähschule, die Flechtschule oder die legendäre „Strick-Liesl“, angeboten.

### Quartette

#### Allgemeines

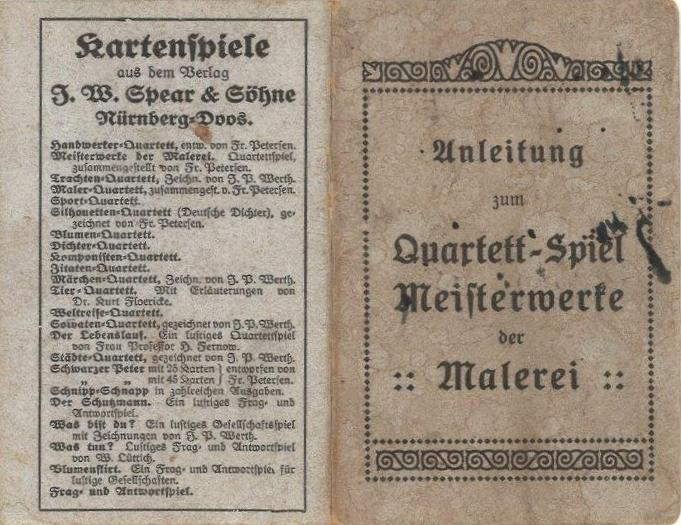
Spielanleitung zu „Meisterwerke der Malerei“ und Angebotsliste für weitere Quartette (um 1915)

Bis zur Arisierung 1938 – Hanns Porst setzte die Neuproduktion von Quartetten nicht fort, vertrieb jedoch Lagerbestände – wurde auch ein breitgefächertes Sortiment von ca. 55 Quartettspielen gestaltet. Davon waren 1929 knapp ein Dutzend vom Luxuskartenhersteller Bernhard Dondorf übernommen worden. Die von Spear vertriebenen Dondorf-Quartette sind an den Initialen „B.D“ auf der Kartenrückseite erkennbar; teilweise wurden diese aber auch in einer Dondorf–Schachtel, aber dem Aufdruck „SPEAR“ auf den Karten ausgeliefert (so: „Die Vogelwelt“, BD-Nr. 351). Dagegen verrieten die Spear-Quartette erst recht spät ihre Herkunft durch den rückseitigen SPEAR-Firmeneindruck, davor waren die Kartenrückseiten einfarbig geblieben oder wiesen ein geometrisches Muster auf.
Um unterschiedlichsten Käuferschichten gerecht zu werden, wurden einige Quartette sowohl von der Gestaltung der Aufbewahrungsbox als auch vom Umfang her in verschiedenen Varianten angeboten. So schwankte z. B. das Komponisten-Quartett zwischen 24 und 48 Blatt und wurde in einer Geschenkpackung oder einem Schiebekästchen ausgeliefert. Ein von Friedrich Petersen gestaltetes, noch frühes Dichterquartett bestand sogar aus 96 Karten. Den Spielen war eine gesonderte Spielanleitung beigegeben, auf deren Rückseite häufig das übrige Verlagsangebot an Quartetten aufgelistet war. Die Kartenspiele wurden für den Export – auch in kleineren Länder – in entsprechenden Sprachvarianten, wie Dänisch, Französisch, Niederländisch, aufgelegt.
Im Gegensatz zu anderen führenden Herstellern, wie Josef Scholz (Mainz), Adolf Sala oder Otto Maier (Ravensburg), nummerierte Spear seine Quartette auf den Verpackungen nicht, obwohl diese in Angebotskatalogen der Fa. Spear durchaus mit Nummern versehen waren, die nachfolgend in Klammern gesetzt sind. Dies war dem Sammeleifer der Quartettliebhaber etwas abträglich. So erlangten Spear-Quartette bis heute keinen mit Mitanbietern mit Nummernsystemen vergleichbaren Ruf.
Wurden die Karten der frühen Quartette noch im chromolithografischen Verfahren hergestellt, trugen viele Quartette der 1930er Jahre fotografische Abbildungen.

#### Geografie, Reisen und Verkehr
Weltreise
Viele Spiele wurden dem Reisen und dem modernen Verkehr gewidmet. Von 1912 bis 1923 wurde das „Weltreise-Quartett“ (Nr. 523) mit 60 gezeichneten Karten in Chromolithografie verkauft. Viele, möglicherweise auch alle, Motive basierten auf von der Firma Sigmund Spear Kunstanstalt Nürnberg um 1900 hergestellten Werbe-Sammelbildern unter anderen der Serien Nr. 5504 (Tafel-Margarine „Milka“), Nr. 5500 und 5505 (Tafel-Margarine „Muldenperle“, „Schuhkrem Diamantine“) sowie Nr. 5507 (Nomaden: „Schuhkrem Diamantine“ oder „Dr. Nauenburgs Nervenbalsam“); dadurch ist die künstlerische Gestaltung des gesamten Kartenspiels nicht homogen.
 Aufgrund der veränderten geopolitischen Lage wurde das Quartett nach dem Ersten Weltkrieg auf nur noch 48 Blatt verringert. Eine spätere Neuauflage in den 1930er Jahren zeigte dann Weltreiseziele auf 48 Fotokarten.
Städtequartett
Mit der ungewöhnlichen Kartenzahl von 72 wartete das von Johann Peter Werth („J.P. Werth“) gezeichnete, nach Landschaften geordnete Neue Städtequartett (Nr. 647) um 1912 auf, dem eine Spielanweisung und relativ ausführliche Beschreibung der abgebildeten Städte, geordnet nach den 18 Quartetten, beigegeben war. Es zeigt vor allem größere Ortschaften Deutschlands, als es seine größte Ausdehnung in jüngerer Zeit erreicht hatte. So vereinte es noch Ansichten von Tilsit und Königsberg in Ostpreußen, Glogau und Liegnitz in Schlesien oder Straßburg und Metz in Elsaß-Lothringen. Seine gedachte Städteroute berührte aber u. a. auch die schweizerischen Städte Luzern und Bern, Österreichs Hauptstadt Wien sowie Prag (Böhmen) und Budapest (Ungarn). Verkürzte Ausgaben mit 64 und später 48 auf der Rückseite bedruckten Karten erschienen in der Weimarer Republik. Weggefallen waren alle ausländische Orte betreffenden Quartette einschließlich Elsaß-Lothringen und diejenigen zu Ost- und Westpreußen.
Luftschifffahrt, Flugreisen und sonstige Verkehrsmittel
Die 10 Quartette (A bis J) des Spiels „Mit ‚Graf Zeppelin‘ um die Erde“ wurden von dem Fahrtenteilnehmer Max Geisenheyner bearbeitet, der Schachtel-Entwurf dagegen von Gustav Müller gestaltet. Der „Weltflug“ von 1933 (48 Blatt) wurde vom Direktor der Deutschen Luft-Reederei Walter Mackenthun konzipiert und das „Flugzeug-Quartett“ von Lilly Hoffmann. Letzteres zeigte mit Genehmigung des Reichsluftfahrtministeriums fotografische Abbildungen von Flugzeugtypen und Piloten.
 Im selben Jahr stellte Spear auch ein von Dora Baum gezeichnetes Quartett mit den Fortschritten bei der Entwicklung von Verkehrsmitteln vor. Abgebildet waren in dem Spiel mit 40 Blatt unter anderem von Drais’ Laufrad, die Montgolfière und ein Ozeanriese; es erschien auch in französischer und niederländischer Sprache.

#### Flora, Fauna, Naturwissenschaften
Einen breiten Raum nahmen Spiele mit Abbildungen von Tieren und Pflanzen ein, die nach verschiedensten Themen geordnet waren. Die Kartenanzahl schwankte hier sehr stark.
Exotische Tiere („Zoologie“, Nr. 522) wurden um 1910 auf 60 Karten vorgestellt. Noch vor dem Ersten Weltkrieg kam ein von dem Naturwissenschaftler Kurt Floericke bearbeitetes und Walter Heubach gezeichnetes „Tier-Quartett“ mit Abbildungen heimischer Tiere auf 48 Blatt auf den Markt; später wurde die Kartenzahl reduziert. Der bekannte Tierzeichner Karl von Dombrowski vereinte in seinem „Tier-Quartett“ von 1934 die heimische und exotische Fauna. Und aus der Übernahme von Bernhard Dondorf war dessen Quartett „Fauna“ mit 40 Blatt von 1931 bis 1940 weiter bei Spear gelistet. Um 1909 brachte Spear ein dreisprachiges „Blumen-Quartett“ (Nr. 236) mit zunächst 48 Karten und später ein „Neues Blumen-Quartett“ nach Aquarellen der Malerin Catharina Klein heraus. Es blieb bis 1938 im Sortiment. Das mit dem Nationalsozialismus einhergehende Zurückdrängen von Fremdsprachen führte dann dazu, dass die englischen und französischen Pflanzennamen in den 1930er Jahren weggelassen wurden. Die Blattzahl schwankte bei diesem Quartett zwischen 24 und 48. Auf 60 Karten mit prächtigen Jugendstilrahmen zeigt Spears „Mineralien-Quartett“ (Nr. 521) von 1910 die ganze Bandbreite von Gesteinen, vom Edelstein über Halbedelsteine und Silikate bis hin zu Trümmergesteinen.

#### Technik
Schließlich wurden auch technische Themen aufgegriffen. Albert Neuburger stellte 1916 ein aus 12 Quartetten bestehendes Erfinder-Spiel zusammen.

#### Sport
Ein aus 48 Karten bestehendes Sport-Quartett wurde um 1910 aufgelegt. Es stellte ausgewählte klassische Sportarten, wie Fechten, Cricket oder Hockey, dar. Es wurde Anfang der 1930er Jahre überarbeitet und teilweise auch mit einer geringeren Kartenanzahl verkauft. Bei den Sportarten gab es nun neben der Leichtathletik auch Motor- und Luftsport sowie unter dem Themenbegriff „Natursport“ auch die Jagd, das Angeln oder das Zelten.

#### Musik und bildende Kunst sowie Literatur und Märchen
Ein weiterer Themenschwerpunkt waren Kunst, Literatur und Musik. So erschien ein „Silhouetten-Quartett. Deutsche Dichter“ (Friedrich Petersen), 1905 ein Citaten-Quartett sowie ein Quartett „Meisterwerke der Malerei“ und 1913 ein „Maler-Quartett“ (beide mit 60 Blatt von Friedrich Petersen) sowie mit 48 Blatt 1908 ein attraktiv gestaltetes „Opern-Quartett“. In Silhouetten wurden hier Szenen aus Opern u. a. von Mozart, Wagner oder Lortzing abgebildet, wobei hier jedes Quartett mit jeweils verschiedenen Opernszenen aufwartet. Sehr häufig wird bei anderen Quartettspielen mit Kunst- und Literaturthemen zeittypisch, für Kinder wenig inspirierend, bei den einzelnen Quartetten immer wieder dasselbe Motiv (Porträts von Komponisten, Dichtern oder Malern) nur mit veränderten Texten verwendet. Ebenfalls 1913 erschien ein „Lieder-Quartett“ (Nr. 928), das von dem aus Österreich stammenden Andreas Untersberger (1874–1944) illustriert wurde, und 1926 ein von Franz Kuczéra gezeichnetes „Dichter-Quartett“.

Insbesondere für Kinder wurde auch bei Spear ein zunächst von J.P. Werth und dann von Else Wenz-Viëtor gezeichnetes „Märchen-Quartett“ (Nr. 856) aufgelegt, das erstmals 1919 im Firmenkatalog verzeichnet war.
- Berühmte Personen

Neben den schon aufgeführten Quartetten zu einzelnen Kunstgattungen und Kunstwerken, in denen auch die jeweiligen Künstler mit ihren Lebensdaten namentlich genannt sind, wurden weitere Quartette für berühmte Personen der Weltgeschichte aufgelegt. So gab es ein von Friedrich Petersen gezeichnetes Quartett „Weltgrössen“, das mit Friedrich II. auf dem Kartenboxdeckel von Admiralen und Astronomen über Reformatoren bis zu Staatsmännern reichte, ein „Komponisten-Quartett“ oder das von Gertrud Riefenstahl-Hundrieser zusammengestellte Spiel „Berühmte Frauen“.

#### Erster Weltkrieg
Auch der Erste Weltkrieg hinterließ mit dem von J.P. Werth ausgeführten „Soldaten-Quartett“ (60 Blatt) und dem von dem Oberst a. D. R. Gädke entworfenen „Heerführer-Quartett“ von 1915, dessen schwülstiger Begleittext noch einen glorreichen Sieg der Mittelmächte propagierte, seine Spuren. Letzteres bildete auf 60 Blatt 15 höhere deutsche und österreichische Militärs ab, darunter der spätere Reichspräsident Hindenburg, der spätere DNVP-Reichstagsabgeordnete Max von Gallwitz und Eduard von Böhm-Ermolli.

### Brett- und sonstige Spiele zu besonderen Themen
(Quellen unter)
- Spiele zum Reisen sowie zu Verkehrs- und Kommunikationsmitteln

Neben einem allgemeinen „Reisespiel“ (1926) mit 75 Stationen wurden für Deutschland Brettspiele nur für die seit dem 19. Jahrhundert sehr beliebte Rheinreise, den Harz („Harz Reise“ von J.P. Werth, um 1925), Bayern („Durch’s Bayernland“, 1926) und das Küstengebiet von Nord- und Ostsee („Deutschlands Häfen und Küsten“) entwickelt. Die übrigen deutschen Landschaften wurden nicht berücksichtigt. Die erste Ausgabe der Rheinreise um 1900 war sehr aufwendig mit einem großformatigen Spielplan, in dem sich ein weiterer kleinerer befand, vier Rheindampfern und sechs Spielfiguren aus Zinn ausgestattet. Bei der späteren, ab Anfang der 1920er Jahre verfügbaren Variante war auf die Rheindampfer und den zusätzlichen inneren Parcours verzichtet worden; beim Deckelbild gab es in den 1930er Jahren noch einmal eine Modernisierung.
 Als deutschsprachiges Reiseziel war noch die Schweiz („Die Schweizer Reise“) bearbeitet worden. Zusätzlich zu den Reisen durch einzelne Landschaften wurde – wohl nach dem Ersten Weltkrieg – noch „Im Fluge durch Deutschland, Österreich und die Schweiz“ angeboten, bei dem neben größeren deutschen Orten auch Zürich und Wien in der Schweiz bzw. Österreich berührt wurden.
Bei den Reisespielen mit ausländischen Zielen ist zunächst die unter Mitwirkung von Curt Floericke im Ersten Weltkrieg entstandene Zugreise „Berlin-Bagdad“ zu erwähnen, deren Startpunkt in Berlin lag und die in einer Art Rundreise zunächst über den Balkan und den Nahen Osten (Konstantinopel) und sodann auf den Spuren der Bagdadbahn über Konia, Aleppo und Mossul schließlich nach Bagdad führte. Ihr Deckelbild zierte die Abbildung des „Balkanzuges“, der 1916 an die Stelle des kriegsbedingt eingestellten, legendären Orientexpress getreten war. Um 1925 wurde das Spiel unter dem Titel „Die Orientreise“ neu aufgelegt. Die Zinnfiguren waren verändert, der Druck der Deckelillustration war deutlich grober und der ursprüngliche textliche Bezug zur Bagdadbahn war aufgrund der nach dem Ersten Weltkrieg veränderten politischen Lage weggefallen – an seine Stelle war die Wallfahrt nach Bagdad getreten.
„Eine Reise im Luftschiff“ (1909), startete in Friedrichshafen und führte über viele europäische Hauptstädte und New York wieder an den Bodensee zurück. Bei einer Weltreise, die mit dem Flugzeug zu absolvieren war („Im Flug um die Erde“, 1932), wurde der Globus von New York bis London halb umrundet. Ende der 1930er Jahre wurde die aktualisierte Variante des Deutschland-Rundflugs als Im Fluge durch Großdeutschland mit einer Junkers Ju 52/3m auf dem Spielkasten aufgelegt; der Spielplan zeigt Deutschland nach dem Anschluss von Österreich im Jahre 1938.

Ein ausschließlich in einer englischen Version 1946 auf den Markt gebrachtes Eisenbahnrennen „Rail Race“ machte mit vielen wirtschaftlich oder kulturell wichtigen Orten der britischen Insel bekannt.
Weitere Spiele thematisieren die traditionellen und modernen Fortbewegungsmittel, ohne dass im Spielverlauf real existierende Routen zu passieren waren, wie „Eine Fahrt auf der Eisenbahn“ (J.P. Werth, 1919), „Die Luftreise“ (modernisierte Variante 1936) und „Die Ferienreise“ (1939) – beide von Gustav Müller –, „Ein Flug im Aeroplan“ (1910), „Die Autofahrt“ (um 1925) oder „Die ‚Elektrische‘“ (um 1904), bei der Straßenbahnen als Spielfiguren dienten.
Bereits um 1905 erschien das „Briefmarken-Spiel“. Mit diesem Legespiel wurde die Postzustellung in verschiedenen Teilen der Erde präsentiert. Zunächst 24 und bei der erweiterten Variante 48 (ca. 1910) Länder wurden mit 96 bzw. 192 Spielmarken ihre gestempelten Briefmarken vorgestellt, auf deren Rückseite die jeweils gängige Landeswährung angegeben war und die auf 6 bzw. 8 lithographierten Ablegetafeln mit Darstellungen zur jeweiligen Postzustellung zu platzieren waren.
- Sportspiele

Sportspiele wurden in großer Vielfalt aufgelegt. Lange Jahre stand das „Das Wett-Rennen“ (1904), ein Spiel zum Galopprennen, auf dem Programm. Dazu kamen die Wintersportspiele „Eislaufen“ (1925), „Skilauf“ (um 1925) und „Rodeln“ (um 1900) sowie der „Hindernis–Lauf“ (1932), das „Pokal-Fußball-Spiel“ (1925), die „Paddelfahrt“ (um 1930) oder das Segelflugspiel „Ausziehen–Laufen–Los“ von Gustav Müller (1936, englische Ausgabe: „Gliding“). Mit der zunehmenden Motorisierung wurden auch Wettfahrtspiele thematisiert. Der „Großer Preis von Deutschland. Nürburg-Rennen“ war von etwa 1927 bis in die 1950er Jahre im Angebot. Daneben gab es noch „Das Bergrennen“ und „Das Motorradrennen“ (beide 1932).
- Abenteuerspiele

Auch einige Abenteuerspiele wurden bei Spear aufgelegt: „Die Entdeckung des Nordpols“ (1910), das „Pfadfinder–Spiel“ (1914), „Undersea Adventure“ (Tauchabenteuer im Meer, 1981, von Hans Hass), oder Kon-Tiki (1967), das auf Thor Heyerdahls Pazifik-Überquerung basierte. Für englischsprachige Länder war bereits 1928 das in Großbritannien entworfene und in Fürth gefertigte Spiel „South Sea adventures“ aufgelegt worden.
- Spiele aus der Märchen- und Geschichtenwelt

Auf Märchenstoffen basierten u. a. die Spiele „Der Wolf und die 7 Geißlein“ von 1933 und „Die Bremer Stadtmusikanten“ von 1926 sowie aus neuerer Zeit das von Rudi Hoffmann gestaltete Spiel „Hänsel und Gretel“ (um 1975). 1967 wurden nach dem Märchen von Gerdt von Bassewitz aus dem Jahre 1912 „Peterchens Mondfahrt“ und nach Erich Kästners gleichnamigem Kinderroman von 1931 „Pünktchen und Anton“ vorgestellt. Seit 1990 können mit „Asterix. The Board Game“, das nur in englischer Sprache erschien, die von René Goscinny und Albert Uderzo erzählten Geschichten um ein gallisches Dorf in der Römerzeit nachgespielt werden.
- Erster Weltkrieg

Auch die Firma Spear konnte sich der Kriegseuphorie zu Beginn des Ersten Weltkrieges nicht entziehen. So gab es unter anderen das mit sechs U-Booten aus Zinn und einem Spielplan ausgestattete Spiel „Der U-Bootkrieg“, das klassische Brettspiel „Der Völkerkrieg“, auf dessen Spielplan ein Eisenbahnzug mit Soldaten für den Fronteinsatz und verschiedene Kriegsschauplätze, einschließlich des Luftkriegs mit Luftschiffen und Flugzeugen sowie Bombardierungen von Städten, abgebildet sind, oder Der Luftkrieg. Bei diesem waren auf einem Rundkurs über einer weiten Flusslandschaft, die bis ans Meer mit Kriegsschiffen reichte, Luftkämpfe zwischen Zeppelinen und Motorflugzeugen abgebildet. Schließlich wurde aus dem bei vielen Herstellern verbreiteten Armbrustspiel zum Vogelschießen das Schießspiel „Jeder Schuss ein Russ!“ entwickelt, bei dem mit einer Druckfeder-Pistole ein russischer Soldat vom Pferd zu schießen war. Dem U-Boot- und dem Schießspiel war als Trophäe für besonders erfolgreiche Spieler ein „Eisernes Kreuz“ beigegeben.
Einige Verkaufsschlager des Spieleprogramms wurden auch in einer besonderen Feld- und/oder Lazarettversion angeboten. So gab es „Die fliegenden Hüte“ mit einem Deckelbild des Kastens, das – auch kriegsversehrte – spielende Soldaten und Krankenschwestern in einem Lazarettraum abbildet. Andere Spiele wurden in einer stark verkleinerten Pocket-Version aufgelegt, damit sie von den Soldaten leicht im Marschgepäck mitgeführt werden konnten.
- Zweiter Weltkrieg

Im Zweiten Weltkrieg wurde dann vom linientreuen Firmeninhaber Hanns Porst mit „U-Boote fahren gegen England“ eine aktualisierte Fassung des „U-Bootkrieg“ aufgelegt; neu waren u. a. die oben schon erwähnten Spiele „Kurs Ost-Nordost“ (1939) und „Bomben auf England“ (beide 1940), mit denen die Kriegsaktivitäten der Kriegsmarine bzw. der Luftwaffe bei den größeren Kindern propagiert werden sollten.

### Scrabble
Nachdem für die Märkte in Deutschland, Italien und einigen anderen europäischen Staaten ab 1953 zunächst die in Piding (bei Berchtesgaden) ansässige Firma J. Schowanek eine Lizenz für das heute weltbekannte Buchstabenlegespiel Scrabble erhalten hatte, konnte J.W. Spear & Söhne 1958 eine Übernahme der Lizenz erreichen. In der Folgezeit wurden Produktion und Vertrieb des Scrabble-Spiels ein entscheidendes Standbein für das Unternehmen. Es wurde auch nach der Übernahme des Unternehmens J. W. Spear & Söhne durch Mattel bis in jüngerer Zeit unter diesem Markenzeichen vertrieben.

## Gestalter der Spiele
Nach dem Ersten Weltkrieg trat Gustav Müller (1899–1990), firmierend unter „Maler Müller / Atelier für Werbekunst u. Buchgrafik / Nürnberg“, als Gestalter einer Vielzahl von Spear–Spielen hervor. Nachdem er zuerst nur Prospekte und Anzeigen für den Spielehersteller entworfen oder lediglich Deckelillustrationen beigesteuert hatte, lieferte er später auch komplette Entwürfe ab, wie „Die Autofahrt“ (1935), „Die Luftreise“ oder das Segelflugspiel (beide 1936). Obwohl er mit Hermann und Richard Spear einen sehr guten Arbeitskontakt unterhalten hatte, hielt ihn dies nicht davon ab, nach der Arisierung auch für Hanns Porst Spieleentwürfe zu fertigen. „So gehen unter anderen auch die - der damaligen Kriegsideologie folgend – unsäglichen Spiele ‚Kurs Ost–Nordost‘ (1939), ‚U-Boote fahren gegen England‘ und ‚Bomben auf England‘ (beide 1940) auf das gestalterische Konto des Nürnberger Grafikers.“
Seine wichtigste Nachkriegsarbeit war die Überarbeitung des Kastendesigns für den Bestseller „Scrabble“, bei der er das schlichte, weinrote Originaldesign aus den USA durch die Abbildung des Spielplans auf grünem Grund mit dem dominierenden rot-weißen Scrabble-Logo ersetzte. Die beiden letztgenannten Elemente werden noch immer verwendet.
Weitere für Spear tätige Spielgestalter und Buchillustratoren waren u. a. Otto Kubel, Johann Peter Werth („J. P. Werth“) und Irma Graeff („Tante Irma“) sowie nach 1945 Rudi Hoffmann.

## Firmenkataloge, Werbung
- Kundenkataloge

Das Unternehmen fasste schon früh seine Angebote in Kundenkatalogen zusammen. Der früheste ist aus dem Jahr 1904 bekannt. Unter dem Titel „Spiele. Illustrierte Preisliste von J.W. Spear & Söhne. Nürnberg-Doos“, wurden bereits über 130 Artikel präsentiert. Das Angebot reichte von klassischen Brettspielen, wie Mühle, Dame und Halma, über die gängigen Unterhaltungsspiele, hier sind das Leiterspiel, das Gänsespiel und die Fliegenden Hüte (Warenzeicheneintrag 1899) zu nennen, bis zum damals populär gewordenen Tischtennis. Letzteres war ein Salonspiel auch für das Bürgertum und wurde gleich in 24 verschiedenen Ausstattungsvarianten zu Preisen für das Dutzend von 4 bis 96 Mark an den Handel geliefert. Die meisten Spiele des Katalogs wurden jeweils in 4 Preisstufen von 50 Pf. sowie 1, 2 und 3 M geliefert.

Beim nächsten Katalog von 1910 wurden auf 55 Seiten schon 200 Gesellschaftsspiele in Wort und Bild vorgestellt. Bei bereits früher angebotenen Spielen waren die Deckelbilder der Spielkästen vielfach dem gewandelten Publikumsgeschmack angepasst worden. Neu im Angebot waren vor allem Spiele, die den erreichten Entwicklungsstand der modernen Verkehrsmittel widerspiegelten: „Die ‚Elektrische‘“, „Eine Reise im Luftschiff“ sowie „Ein Flug im Aeroplan“ und „Im Fluge durch Deutschland, Österreich und die Schweiz“.
In dem Lieferantenkatalog für 1939 ist der Ariseur Hanns Porst als Kommissarischer Leiter der Spear-Spiele-Fabrik aufgeführt.
- Vertretermappen

Die Handelsvertreter bzw. Handelsreisenden des Unternehmens, die die Spielwarenhändler zur Präsentation der Spielepalette im Außendienst aufsuchten, waren zumindest in den 1930er Jahren mit Präsentationsmappen ausgestattet, die vor allem die originalen Deckelillustrationen der im Angebot befindlichen Spielkästen oder Bücher enthielten. Die optische Wirkung der unterschiedlichen Ausstattungsvarianten der Spiele, die sich in der Kastengröße widerspiegelte, konnte so in Verbindung mit entsprechenden Preisangaben den Händlern für die Einkaufsentscheidung präsentiert werden.
- Zeitschriftenwerbung

Nach dem Zweiten Weltkrieg arbeitete der Spiele–Hersteller vor allem mit Werbeblättern sowie Inseraten in einschlägigen Zeitschriften. Für den Handel und Messen wurden auch weiterhin entsprechende Angebotskataloge zusammengestellt. In den 1960er und 1970er Jahren verwendete Spear mehrfarbige Leporellos, auf denen das aktuelle Sortiment, geordnet nach den Rubriken: Gesellschaftsspiele, Puzzles, Geschicklichkeitsspiele, Beschäftigungsspiele und Basteltüten, aufgeführt war.
- Spearitus

Ende der 1970er Jahre wurde vom Unternehmen im Rahmen einer neuen Werbestrategie – sie umfasste eine „innovative Kataloggestaltung, Preisausschreiben und neue Verkaufsdisplays“ – die Figur des „Spearitus“, als vom Firmennamen Spear abgeleitetes Wortspiel entwickelt. Von dieser als geharnischter Ritter daherkommenden Figur gab es kleine Werbehefte, in denen comicartig von seinen Reisen durch die aktuelle Spielzeugwelt des Unternehmens berichtet wurde. Der Spearitus wurde auch auf Aufklebern, mit ca. 10 cm Durchmesser und dem Slogan: „IMMER SPASS MIT SPEAR-SPIELEN. Die Spielmacher“ verwendet. Übrigens findet er sich auch auf einer Gedenkmedaille zum 100-jährigen Firmenjubiläum der Firma Spear in Deutschland. Sie bildet einen Ritter mit Speer ab und trägt die Umschrift „100 JAHRE SPEAR-SPIELE“.

## Spear’s Games Archive (Deutsches Spielearchiv Nürnberg)und Nürnberger Spielzeugmuseum
Viele Prototypen der vertriebenen Spiele befanden sich in dem 1996 von Francis Spear gegründeten Spear’s Games Archive (Spear’s-Spiele-Archiv) im englischen Hertfordshire. Das Archiv wurde im Juni 2017 aus Altersgründen von seinem Gründer dem Deutschen Spielearchiv im Nürnberger Pellerhaus übergeben. Der Bestand gesellt sich zu dem schon im Nürnberger Spielzeugmuseum befindlichen großen Fundus an Spear-Spielen, der 1997 im Rahmen einer umfassenden Ausstellung über die Spieleproduktion von J.W. Spear & Söhne sowie seine Geschichte in Deutschland und England präsentiert worden war. Bereits damals waren etliche Leihgaben aus Hertfordshire in Nürnberg zu sehen.